# Palpopleura lucia
Palpopleura lucia är en trollsländeart som först beskrevs av Dru Drury 1773.  Palpopleura lucia ingår i släktet Palpopleura och familjen segeltrollsländor. IUCN kategoriserar arten globalt som livskraftig. Inga underarter finns listade i Catalogue of Life.

## Bildgalleri

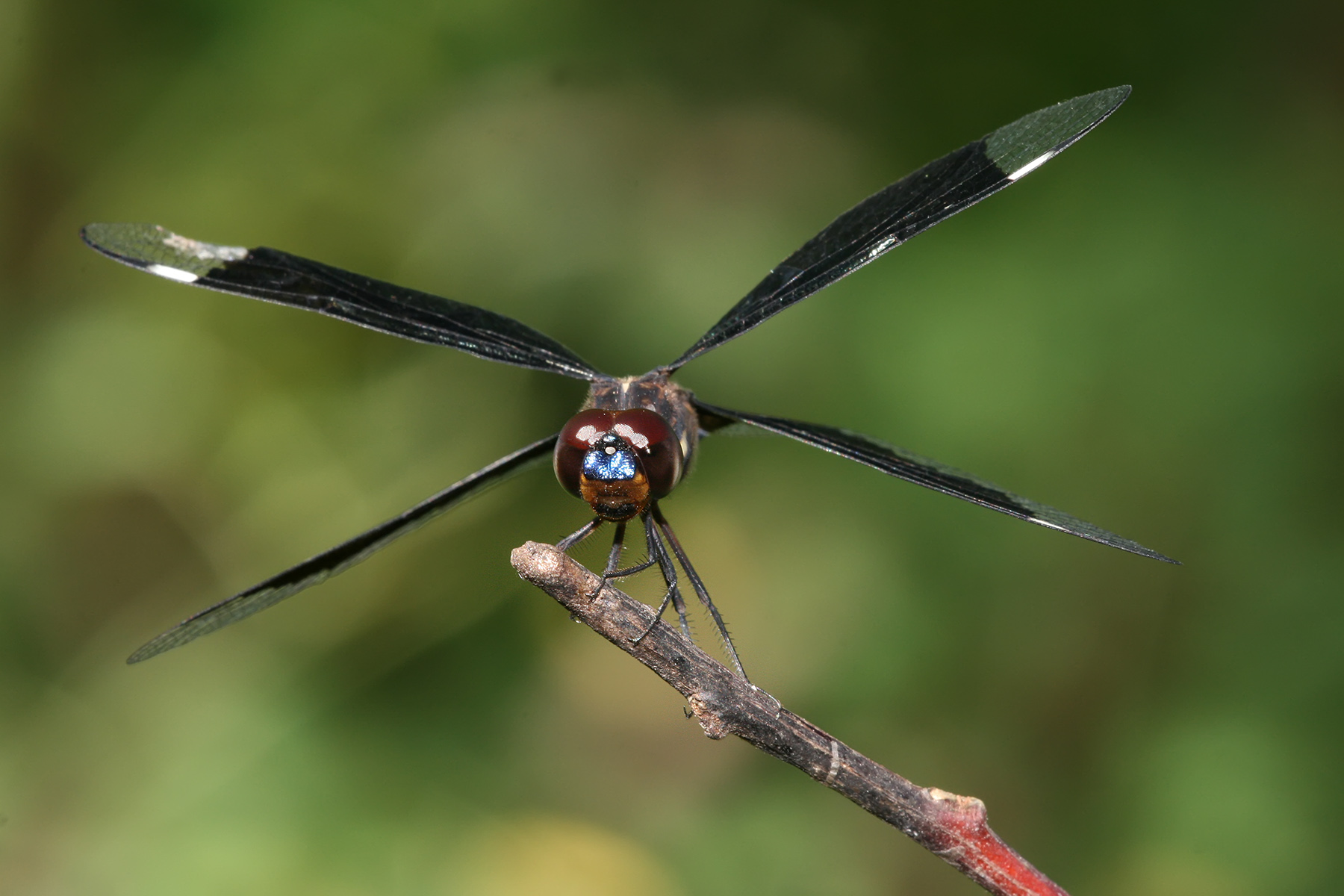
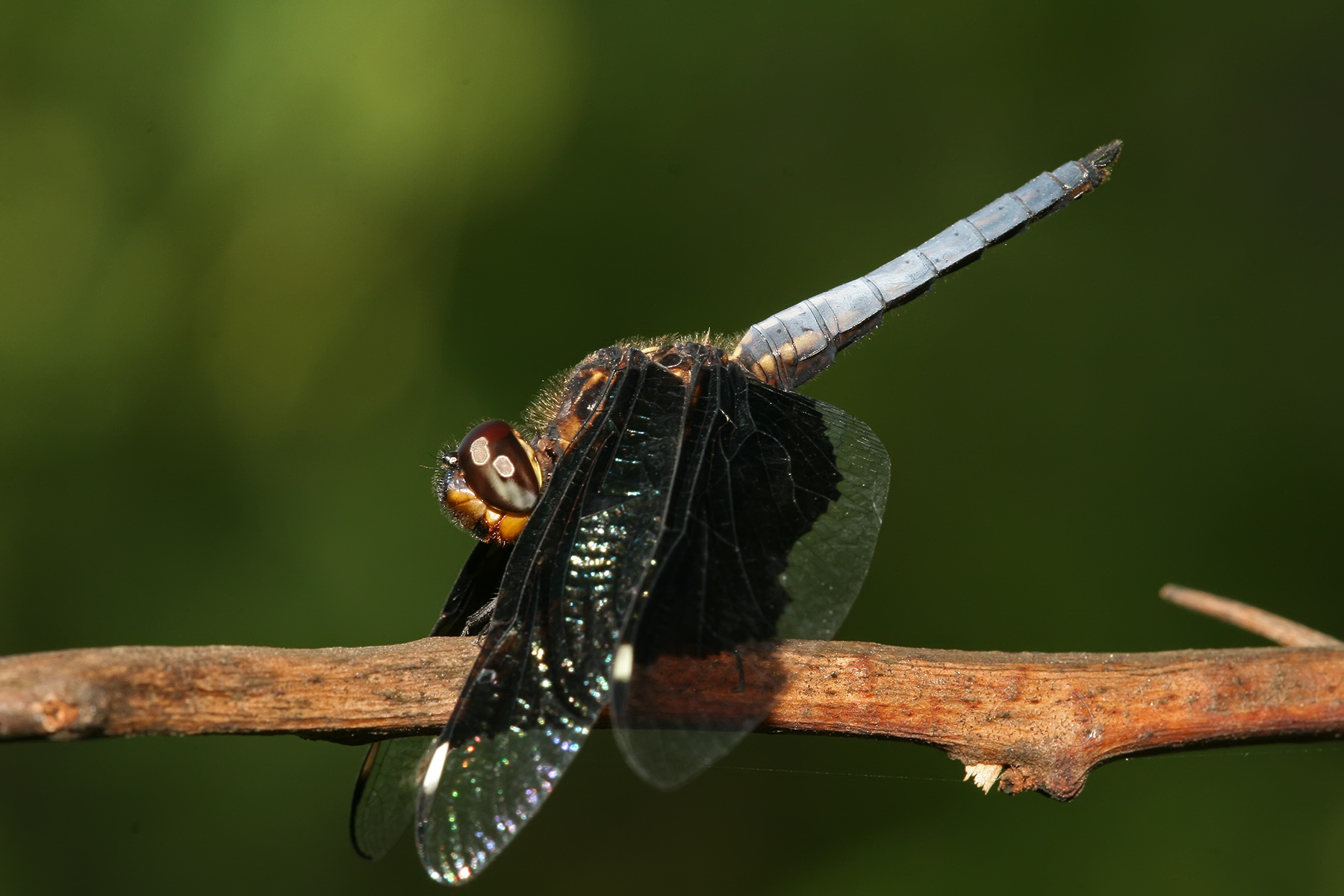
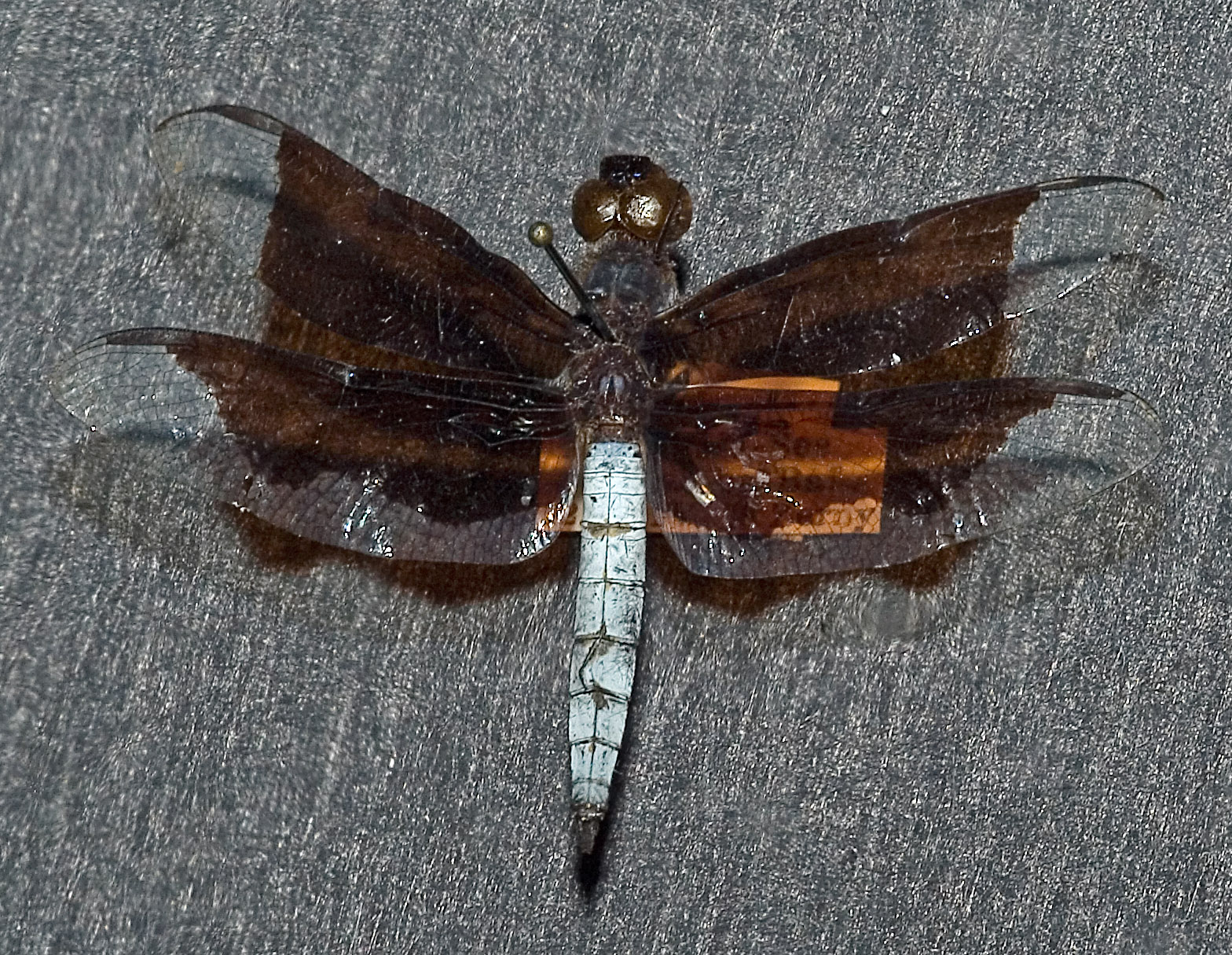
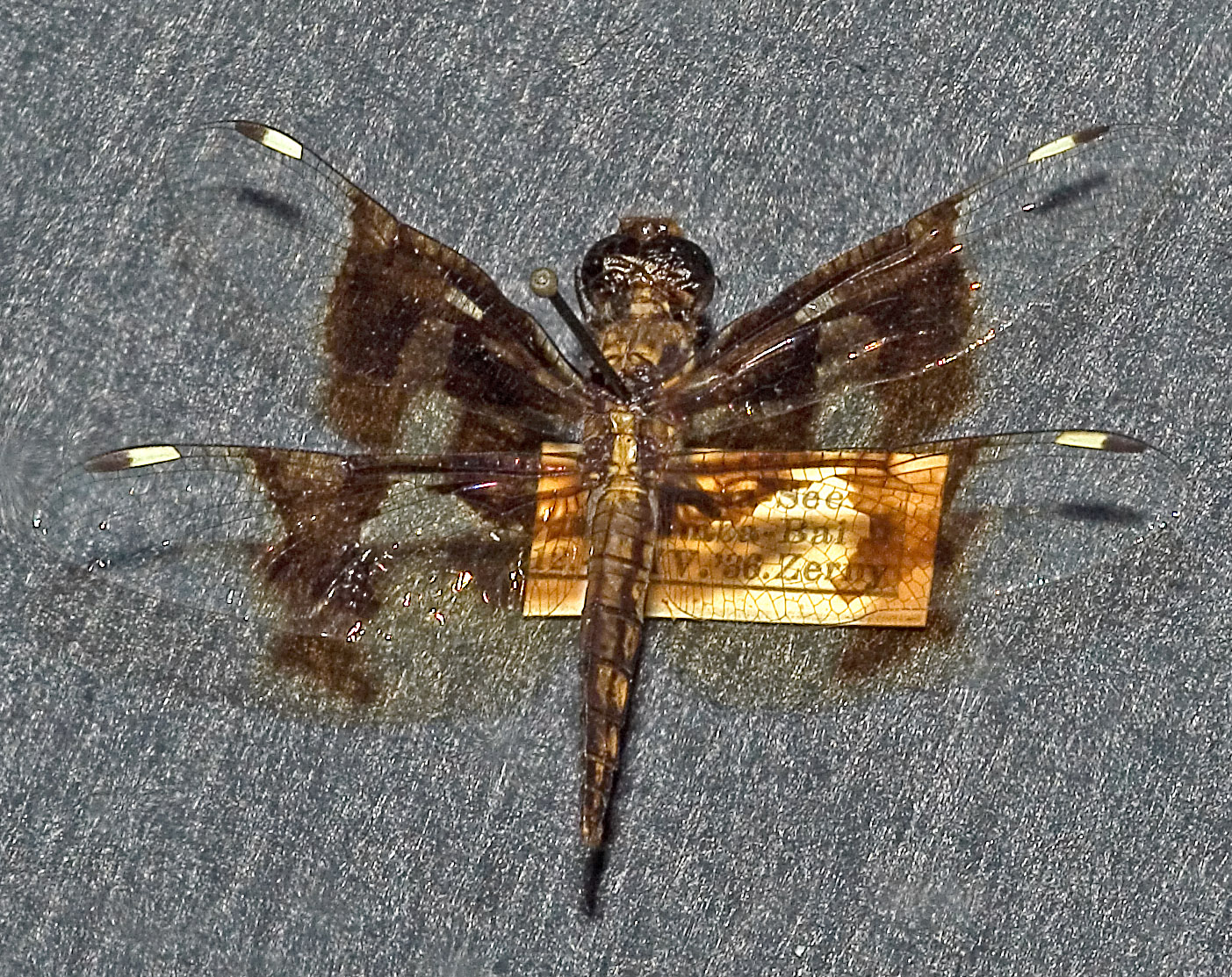